# Gabrānī
Gabrānī (persiska: گَبرانی) är en ort i Iran.   Den ligger i provinsen Hormozgan, i den sydöstra delen av landet, 1 100 km sydost om huvudstaden Teheran. Gabrānī ligger 24 meter över havet och antalet invånare är 764.
Terrängen runt Gabrānī är platt. Runt Gabrānī är det ganska glesbefolkat, med 25 invånare per kvadratkilometer. Närmaste större samhälle är Mīnāb, 15,8 km norr om Gabrānī. Trakten runt Gabrānī är ofruktbar med lite eller ingen växtlighet.